# Provincia de Sud-Vest, Camerun
Provincia Sud-Vest este o unitate administrativă de gradul I  a Camerunului. Reședința sa este orașul Buea.